# Севастьянов, Никифор Григорьевич
Никифор Григорьевич Севастьянов (25.02.1901, по некоторым данным Самара — 21.03.1968, Воронеж) — Герой Социалистического Труда (21.08.1958).

## Биография
Участник Великой Отечественной войны, полковник (1943). Служил в строительных частях с 1919 года. Управляющий строительным трестом № 1 в Воронеже (1943—1966). Участвовал в восстановлении Воронежа, руководитель строительством многих предприятий, культурно-бытовых объектов, жилых домов. Награждён за высокие показатели в работе. Член областного и городского комитетов КПСС, депутат Воронежского городского совета.
Похоронен в Воронеже на Коминтерновском кладбище.